# Mikołaj Pawlak (socjolog)
Mikołaj Jacek Pawlak              – polski socjolog, doktor habilitowany nauk społecznych, profesor Uniwersytetu Warszawskiego. Pełni funkcje kierownika Katedry Socjologii Norm, Dewiacji i Kontroli Społecznej w Instytucie Profilaktyki Społecznej i Resocjalizacji (Wydział Stosowanych Nauk Społecznych i Resocjalizacji Uniwersytetu Warszawskiego) oraz wiceprzewodniczącego Polskiego Towarzystwa Socjologicznego. Zajmuje się studiami nad migracjami, teorią instytucjonalną oraz krytyczną analizą pojęcia próżni socjologicznej.

## Życiorys
Studia magisterskie ukończył w 2004 roku w Instytucie Socjologii Uniwersytetu Warszawskiego. W 2011 roku na podstawie rozprawy napisanej pod kierunkiem prof. Joanny Kurczewskiej Rada Naukowa Instytutu Filozofii i Socjologii PAN nadała mu stopień doktora nauk humanistycznych w zakresie socjologii. W roku 2019 na podstawie monografii "Tying Micro and Macro: What Fills up the Sociological Vacuum?" Rada Naukowa Wydziału Stosowanych Nauk Społecznych i Resocjalizacji Uniwersytetu Warszawskiego nadała mu stopień doktora habilitowanego. 
Wspólnie z Ireneuszem Sadowskim organizuje otwarte, interdyscyplinarne seminarium "Nowy instytucjonalizm              – teorie i badania".

## Wybrane publikacje
- Organizacyjna reakcja na nowe zjawisko: Szkoły i instytucje pomocowe wobec uchodźców w Polsce po 2004 r. (Warszawa 2013, ISBN 978-83-60260-37-1.
- Tying Micro and Macro. What Fills up the Sociological Vacuum? (Warszawa 2018, ISBN 978-3-631-66593-0.
- Ignorance and Change: Anticipatory Knowledge and the European Refugee Crisis (Abingdon: 2020), we współautorstwie z Adrianą Micą, Anną Horolets i Pawłem Kubickim, ISBN 978-0-8153-8069-6.
- Routledge International Handbook of Failure (Abingdon: 2023), współredakcja z Adrianą Micą, Anną Horolets i Pawłem Kubickim, ISBN 978-0-367-40404-8.